# Abtsbessinger Fayencen

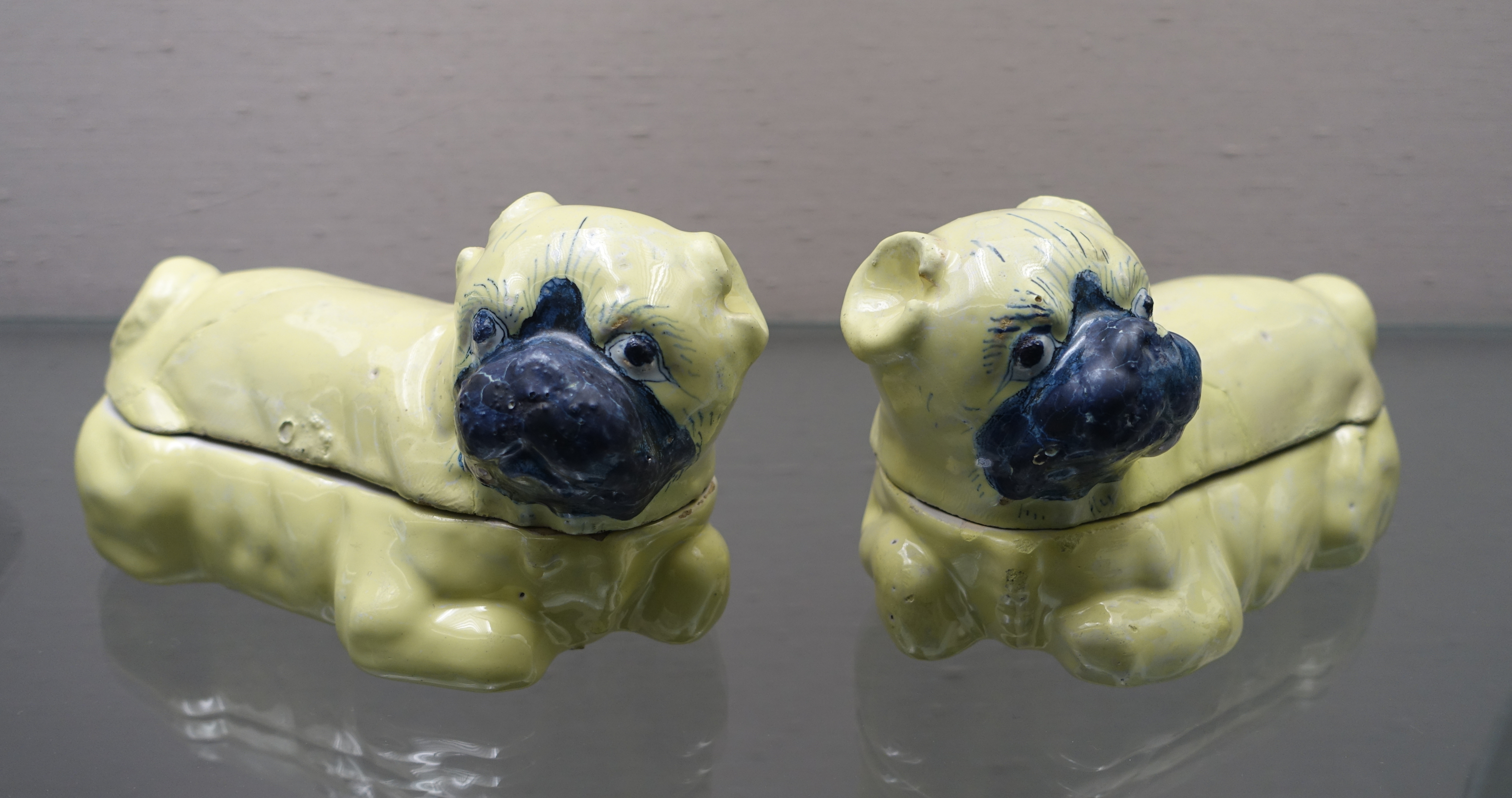
Dosen in Form von Möpsen, ca. 1760, Germanisches Nationalmuseum in Nürnberg

Bei Abtsbessinger Fayencen handelt es sich um zinnglasierte Irdenware, die von 1739 bis 1770 in einer Manufaktur im thüringischen Abtsbessingen hergestellt wurde.
Ein Fabrikzeichen in Form einer Heugabel deutet auf die Schirmherrschaft des Fürsten von Schwarzburg hin. Herkömmliche Gebrauchskeramiken wie Blumenvasen, Kannen oder Krüge sind dickwandig und weisen eine cremefarbenen Glasur auf, blaue oder mehrfarbige Dekorationen sind üblich.  Die Abtsbessinger Manufaktur stellte überwiegend gute und solide Durchschnittsware her, aber auch künstlerisch wertvolle Stücke, insbesondere für den fürstlichen Gründer und Auftraggeber. Die anspruchsvollsten Arbeiten wurden vom Porzellanmaler Josef Philipp Dannhöfer geschaffen.